# Arandu
Arandu este un oraș în São Paulo (SP), Brazilia. 